# Notaris
Notaris är ett släkte av skalbaggar som beskrevs av Ernst Friedrich Germar 1817. Enligt Catalogue of Life ingår Notaris i familjen Erirhinidae, men enligt Dyntaxa är tillhörigheten istället familjen vivlar.

## Bildgalleri

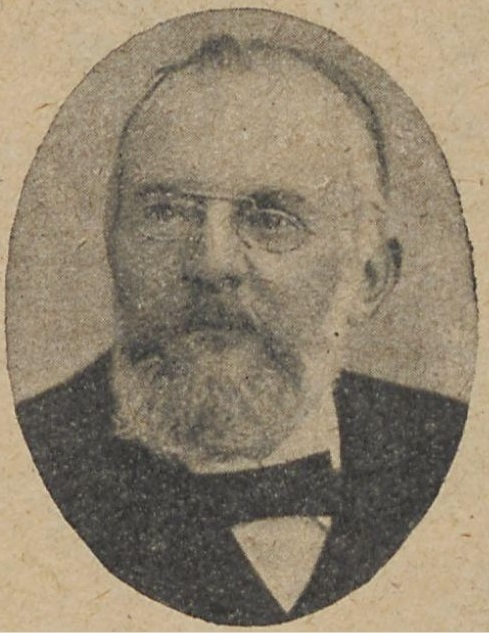

## Dottertaxa tillNotaris, i alfabetisk ordning[1][2]
- Notaris acridulus
- Notaris aethiops
- Notaris alpinus
- Notaris bimaculatus
- Notaris cordicollis
- Notaris dalmatinus
- Notaris dauricus
- Notaris discretus
- Notaris distans
- Notaris dorsalis
- Notaris eversmanni
- Notaris festucae
- Notaris flavipilosus
- Notaris frivaldszkyi
- Notaris funebris
- Notaris gerhardti
- Notaris goliath
- Notaris granulipennis
- Notaris illibatus
- Notaris imprudens
- Notaris indigena
- Notaris insularis
- Notaris lapponicus
- Notaris lederi
- Notaris maerkeli
- Notaris montanus
- Notaris nereis
- Notaris nivalis
- Notaris oberti
- Notaris okunii
- Notaris petax
- Notaris punctum
- Notaris rotundicollis
- Notaris salarius
- Notaris scirpi
- Notaris wyomiensis